# سيرجي ستيباشين
سيرغي فاديموفيتش ستباشين (الروسية: Сергей Вадимович Степашин) (ولد في 2 مارس 1952)، هو سياسي روسي شغل منصب رئيس وزراء روسيا لفترة قصيرة في عام 1999. قبل ذلك، تم تعيينه وزيرًا للأمن الفيدرالي لمكافحة التجسس من قبل الرئيس بوريس يلتسين في عام 1994، لكنه استقال من المنصب في عام 1995 على خلفية أزمة الرهائن في مستشفى بوديونوفسك.  شغل ستباشين بعد فترة رئاسته للحكومة منصب رئيس غرفة الحسابات الروسية من عام 2000 حتى عام 2013.

## حياته و تعليمه
ولد ستيباشين في وشونكو في الصين يوم 2 مارس 1952. تخرج من كلية السياسية العليا التابعة لوزارة اتحاد الجمهوريات الاشتراكية السوفياتية الداخلية (1973)، وفي عام 1981 من الأكاديمية العسكرية والسياسية، وفي عام 2002 من الأكاديمية المالية. يحمل دكتوراه في القانون، و هو أستاذ، وله رتبة مستشار دولة في وزارة العدل في الاتحاد الروسي. رتبته العسكرية عقيد.

## روابط خارجية
- سيرجي ستيباشين على موقع IMDb (الإنجليزية)
- سيرجي ستيباشين على موقع مونزينجر (الألمانية)
- سيرجي ستيباشين على موقع إن إن دي بي (الإنجليزية)
- سيرجي ستيباشين على موقع كينوبويسك (الروسية)